# Wereldkampioenschappen schaatsen afstanden 2009 - 500 meter vrouwen
De wereldkampioenschappen schaatsen afstanden 2009 - 500 meter vrouwen werd gehouden op zondag 15 maart 2009 op de Richmond Olympic Oval in Richmond, Canada.

## Statistieken

### Uitslag
| #      | Schaatser            | 1e run | 2e run | Totaal |
| ------ | -------------------- | ------ | ------ | ------ |
| Goud   | Jenny Wolf           | 38,03  | 37,72  | 75,750 |
| Zilver | Wang Beixing         | 37,78  | 38,09  | 75,870 |
| Brons  | Lee Sang-hwa         | 38,23  | 38,16  | 76,390 |
| 4      | Yu Jing              | 38,23  | 38,37  | 76,600 |
| 5      | Joelia Nemaja        | 38,39  | 38,59  | 76,980 |
| 6      | Margot Boer          | 38,47  | 38,57  | 77,040 |
| 7      | Sayuri Yoshii        | 38,62  | 38,48  | 77,100 |
| 8      | Tomomi Okazaki       | 38,72  | 38,44  | 77,160 |
| 9      | Annette Gerritsen    | 38,59  | 38,67  | 77,260 |
| 10     | Jin Peiyu            | 38,56  | 38,96  | 77,520 |
| 11     | Marianne Timmer      | 38,83  | 38,70  | 77,530 |
| 12     | Sayuri Osuga         | 38,97  | 38,85  | 77,820 |
| 13     | Elli Ochowicz        | 38,95  | 38,97  | 77,920 |
| 14     | Jekaterina Malisjeva | 39,05  | 38,89  | 77,940 |
| 15     | Svetlana Kajkan      | 39,02  | 38,93  | 77,950 |
| 16     | Heather Richardson   | 39,16  | 38,89  | 78,050 |
| 17     | Judith Hesse         | 39,51  | 39,40  | 78,910 |
| 18     | Tamara Oudenaarden   | 39,81  | 39,58  | 79,390 |
| 19     | Heike Hartmann       | 39,53  | 39,89  | 79,420 |
| 20     | Shannon Rempel       | 39,22  | 40,26  | 79,480 |
| 21     | Anzjelika Kotjoega   | 39,97  | 39,82  | 79,790 |
| 22     | Kim Weger            | 40,01  | 40,24  | 80,250 |
| -      | Paulina Wallin       | 40,09  | DNF    | NC     |
| -      | Lee Bo-ra            | DNF    |        | NC     |

### Loting 1e 500 m
| Rit | Binnenbaan         | Buitenbaan           |
| --- | ------------------ | -------------------- |
| 1   | Paulina Wallin     | Kim Weger            |
| 2   | Tamara Oudenaarden | Anzjelika Kotjoega   |
| 3   | Judith Hesse       | Shannon Rempel       |
| 4   | Heike Hartmann     | Heather Richardson   |
| 5   | Elli Ochowicz      | Svetlana Kajkan      |
| 6   | Marianne Timmer    | Lee Bo-ra            |
| 7   | Sayuri Osuga       | Jekaterina Malisjeva |
| 8   | Jin Peiyu          | Joelia Nemaja        |
| 9   | Tomomi Okazaki     | Wang Beixing         |
| 10  | Sayuri Yoshii      | Yu Jing              |
| 11  | Annette Gerritsen  | Jenny Wolf           |
| 12  | Margot Boer        | Lee Sang-hwa         |

### Ritindeling 2e 500 m
| Rit | Binnenbaan           | Buitenbaan         |
| --- | -------------------- | ------------------ |
| 1   |                      | Paulina Wallin     |
| 2   | Kim Weger            | Tamara Oudenaarden |
| 3   | Anzjelika Kotjoega   | Heike Hartmann     |
| 4   | Shannon Rempel       | Judith Hesse       |
| 5   | Heather Richardson   | Sayuri Osuga       |
| 6   | Jekaterina Malisjeva | Elli Ochowicz      |
| 7   | Svetlana Kajkan      | Marianne Timmer    |
| 8   | Joelia Nemaja        | Tomomi Okazaki     |
| 9   | Yu Jing              | Sayuri Yoshii      |
| 10  | Lee Sang-hwa         | Annette Gerritsen  |
| 11  | Jenny Wolf           | Jin Peiyu          |
| 12  | Wang Beixing         | Margot Boer        |

1996 · 
1997 · 
1998 · 
1999 · 
2000 · 
2001 · 
2003 · 
2004 · 
2005 · 
2007 · 
2008 · 
2009 · 
2011 · 
2012 · 
2013 · 
2015 · 
2016 · 
2017 · 
2019 · 
2020 · 
2021 · 
2023 · 
2024 · 
2025